# Réseau « petit monde »

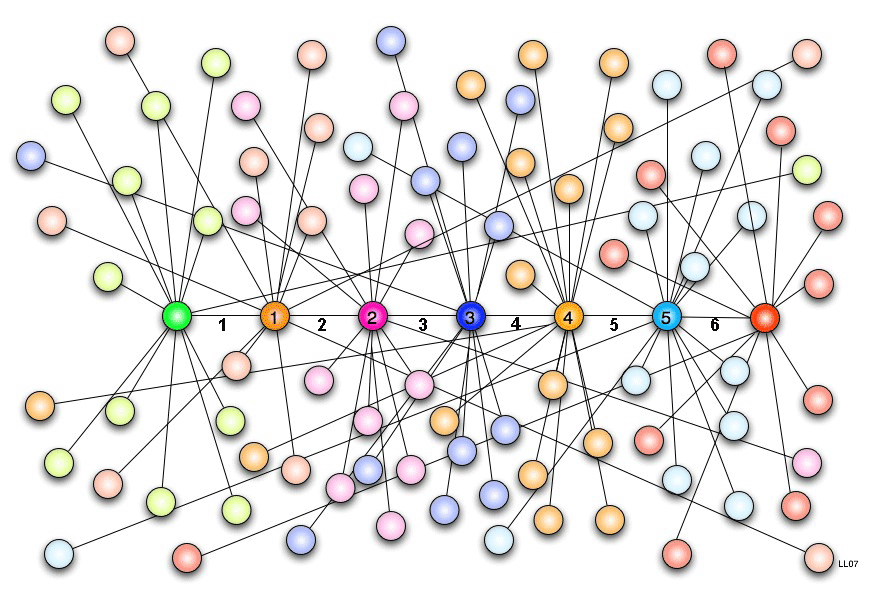
Illustration de la propriété de petit monde.

Un réseau « petit monde », ou simplement un petit monde, est un modèle mathématiques utilisé pour modéliser des réseaux réels, notamment les réseaux sociaux. On dit qu'un graphe est un petit monde, si le plus court chemin entre deux nœuds est de longueur logarithmique en le nombre de sommets en moyenne. 
Les réseaux sociaux ont la propriété de petit monde selon cette définition : dans la majorité des cas, deux nœuds, c’est-à-dire deux personnes, sont reliés par un très petit nombre d'amis intermédiaires.